# Amischotolype griffithii
Amischotolype griffithii är en himmelsblomsväxtart som först beskrevs av Charles Baron Clarke, och fick sitt nu gällande namn av Ian Mark Turner. Amischotolype griffithii ingår i släktet Amischotolype och familjen himmelsblomsväxter. Inga underarter finns listade.